# ترامپچی جی‌اس۳
ترامپچی جی‌اس۳ یک کراس‌اوور کامپکت کوچک است که توسط گروه گاک تولید و در چین با نام تجاری ترامپچی و در خارج از چین با برند گک موتور عرضه می‌شود.

## نسل اول (۲۰۱۷–۲۰۲۲)
ترامپچی جی‌اس۳ بر پایه پلت‌فرم سدان ترامپچی جی‌ای۳اس ساخته شده‌است و در نمایشگاه خودروی چنگدو ۲۰۱۷ و نمایشگاه خودروی دیترویت ۲۰۱۸ به نمایش درآمد و بعد از مدت کوتاهی با قیمت‌هایی از ۷۳۸۰۰ تا ۱۱۶۸۰۰ یوان در بازار خودروی چین عرضه شد.

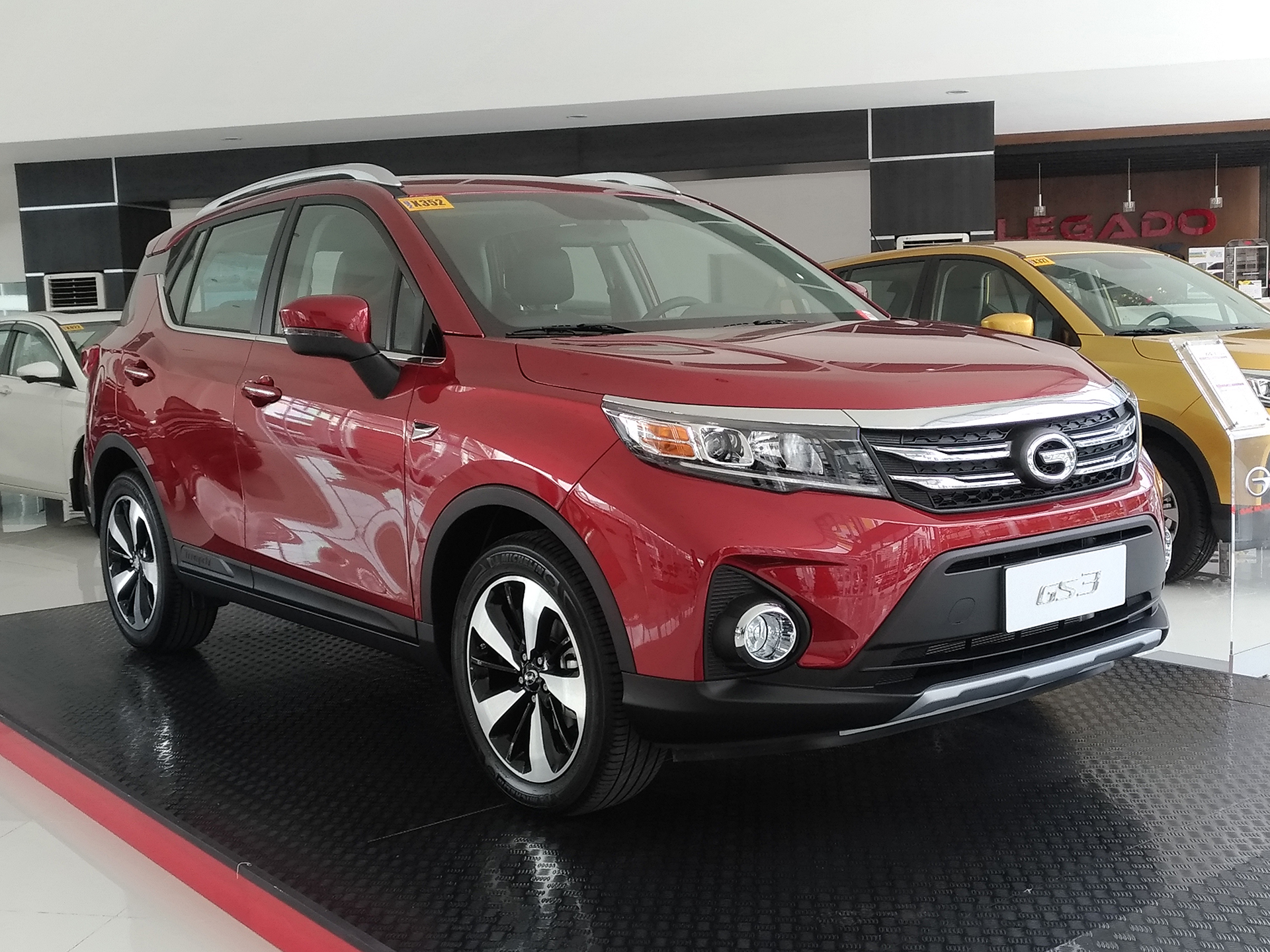
نمای جلو
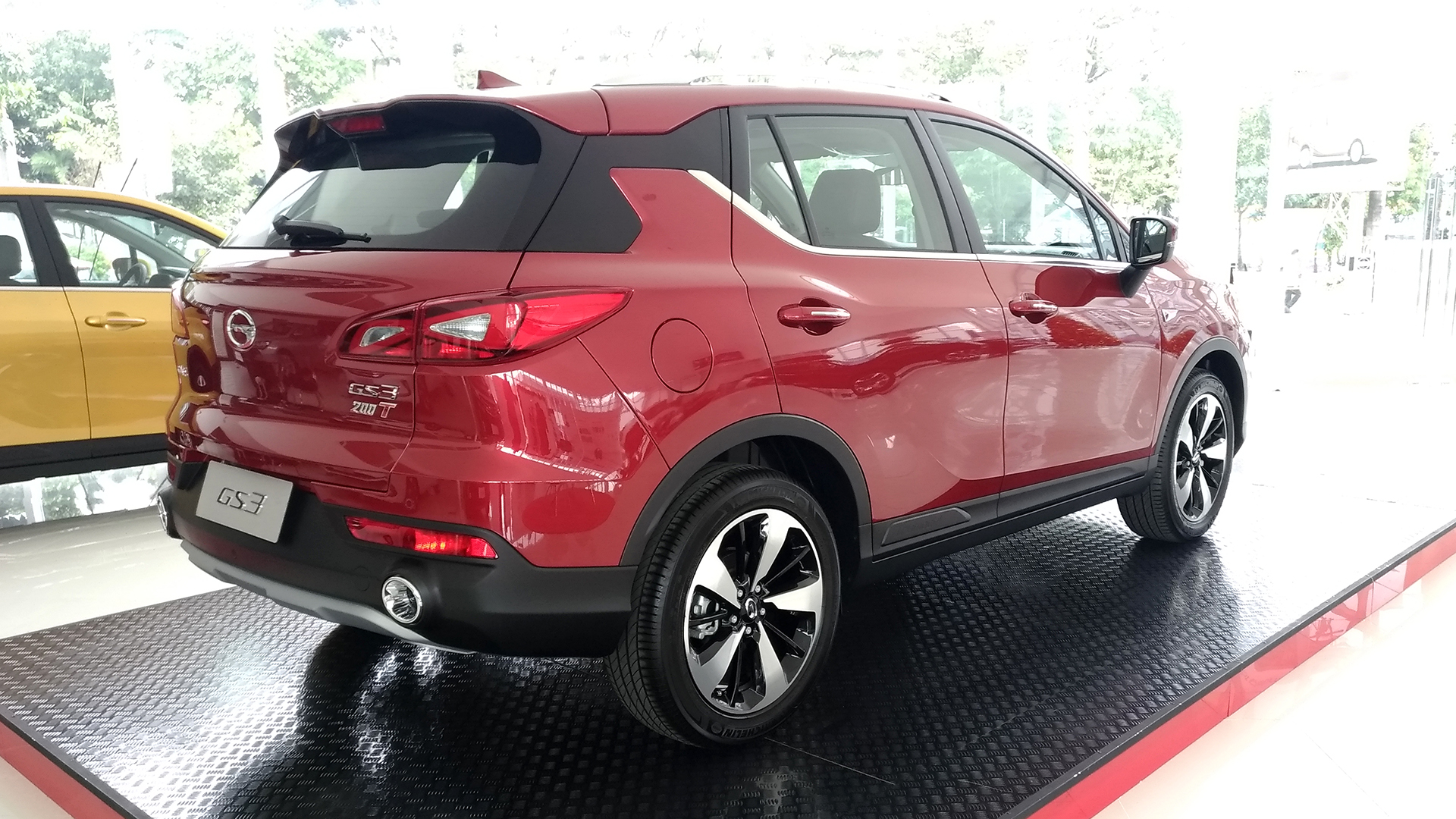
نمای عقب
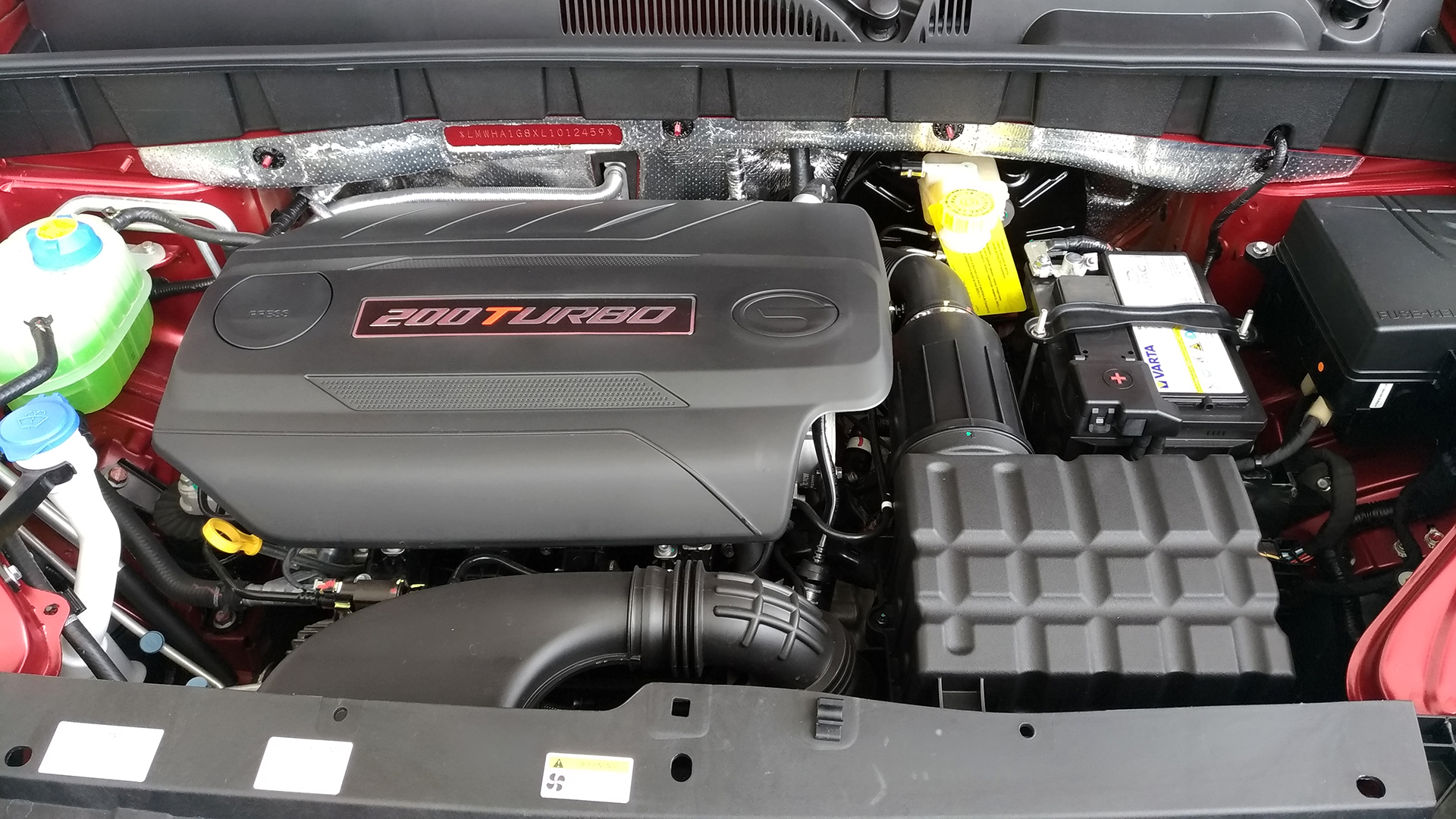
پیشرانه ۱٫۳ لیتری توربوشارژر
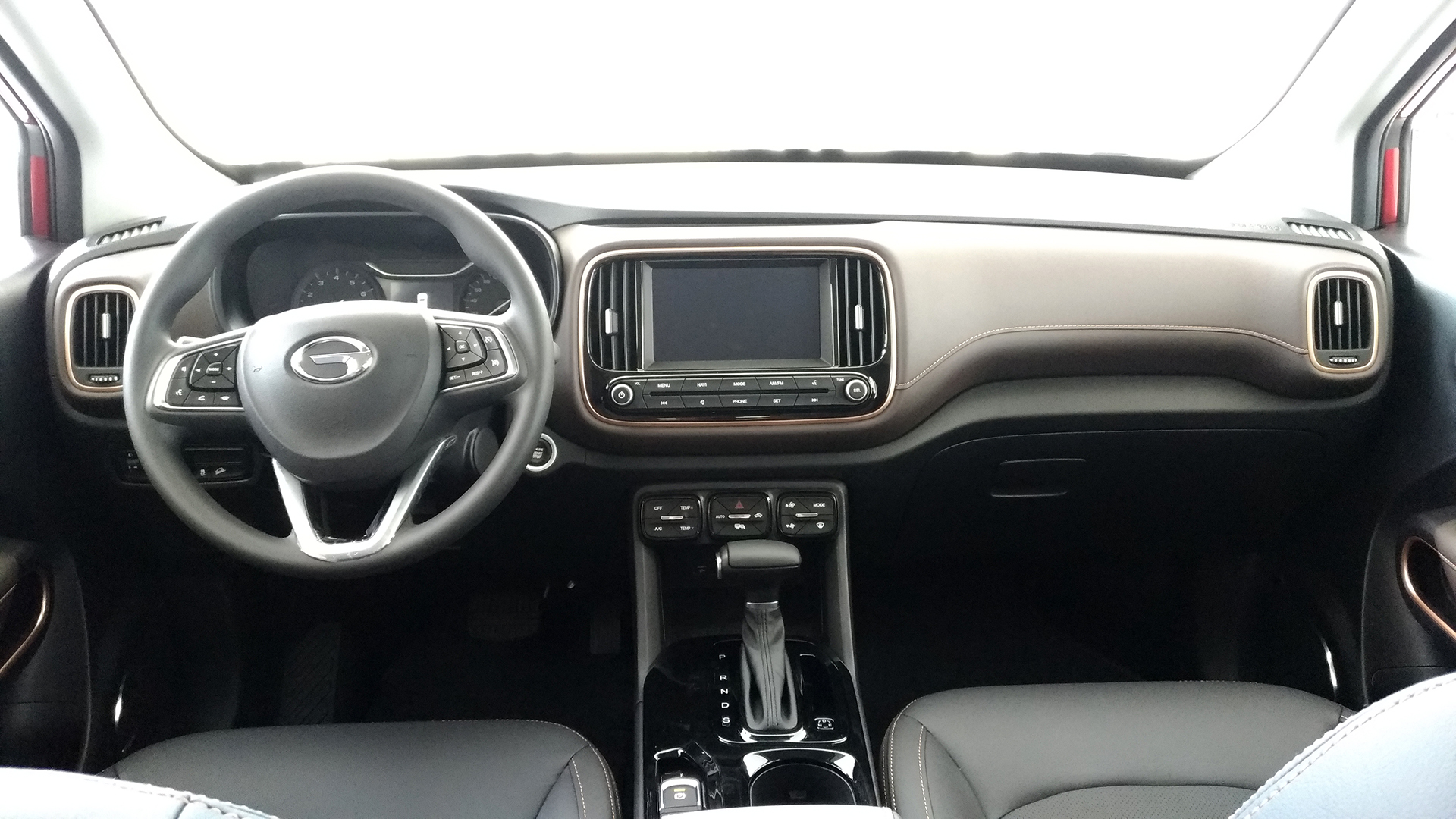
نمای داخلی

### ویژگی‌های فنی
موتورهای قابل انتخاب برای این خودرو شامل یک موتور ۱٫۳ لیتری توربو با قدرت ۱۳۷ اسب بخار و یک موتور ۱٫۵ لیتری با قدرت ۱۱۴ اسب بخار است که هر دو موتور با جعبه‌دنده ۵ سرعته دستی یا ۶ سرعته خودکار قابل انتخاب هستند.

### بازارها

#### فیلیپین
کمتر از یک سال پس از ورود گاک موتور به فیلیپین و در اکتبر ۲۰۱۹ جی‌اس۳ در بازار این کشور عرضه شد.

#### مالزی
در دسامبر ۲۰۲۱، گک جی‌اس۳ در مالزی توسط شرکت تان چونگ معرفی شد. این خودرو در بازار مالزی در دو تیپ عرضه شد که هر دو تیپ از موتور ۱٫۵ لیتری تنفس طبیعی و جعبه‌دنده ۶ سرعته خودکار بهره می‌برند.

### ترامپچی جی‌اس۳ پاور
ترامپچی جی‌اس۳ پاور مدل فیس‌لیفت جی‌اس۳ است که برای مدل سال ۲۰۲۱ رونمایی شد و در کنار مدل قدیمی‌تر به عنوان یک گزینه برتر به فروش می‌رسید. ترامپچی جی‌اس۳ پاور با موتورهای ۱٫۵ لیتری توربو PFI سه سیلندر خطی با قدرت ۱۵۰ اسب بخار در ۵۵۰۰ دور در دقیقه و گشتاور ۲۲۶ نیوتن متر از ۱۵۰۰ تا ۴۰۰۰ دور در دقیقه و ۱٫۵ لیتری TGDi با قدرت ۱۷۷ اسب بخار در ۵۵۰۰ دور در دقیقه و گشتاور ۲۵۵ نیوتن متر از ۱۵۰۰ تا ۴۰۰۰ دور در دقیقه در دسترس است. سیستم تعلیق جی‌اس۳ پاور در جلو از نوع مک فرسون برای محور جلو و میله پیچشی برای محور عقب است. این خودرو همچنین از ترمزهای دیسکی برای هر چهار چرخ با قابلیت خنک‌شوندگی برای دیسک‌های محور جلو و همچنین فرمان برقی بهره می‌برد.

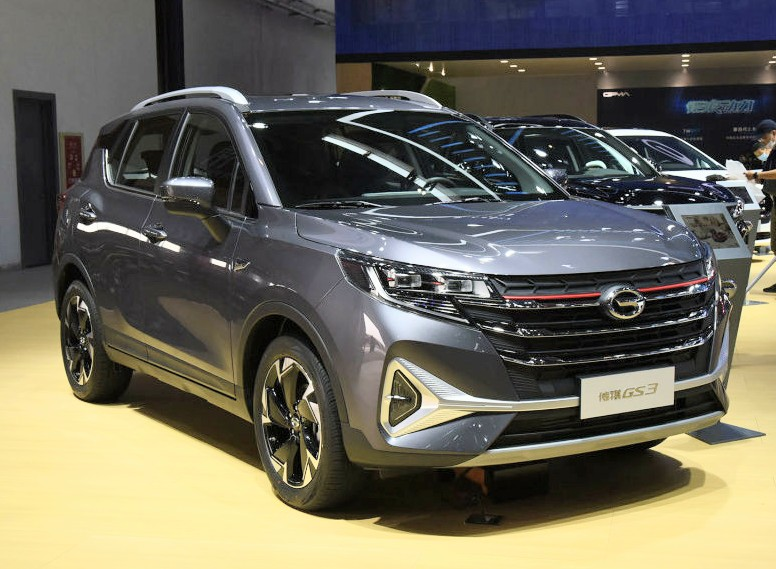
نمای جلو
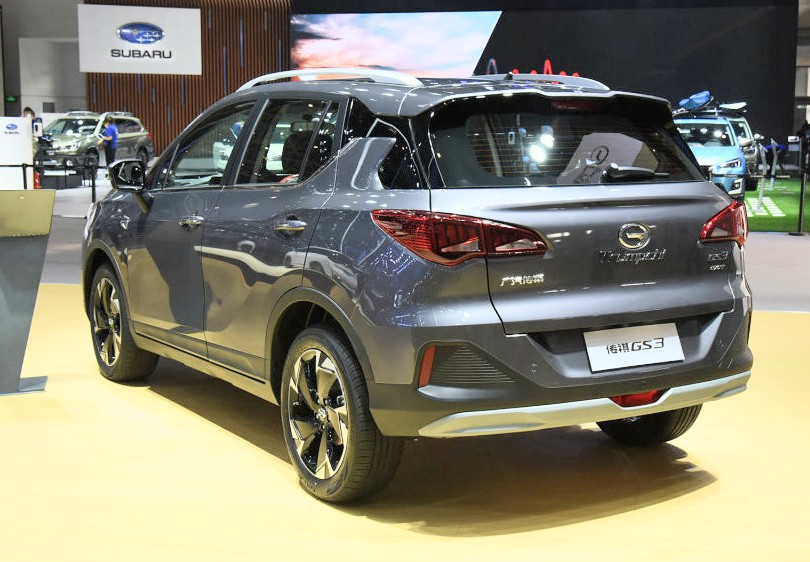
نمای عقب

## نسل دوم (۲۰۲۳–)

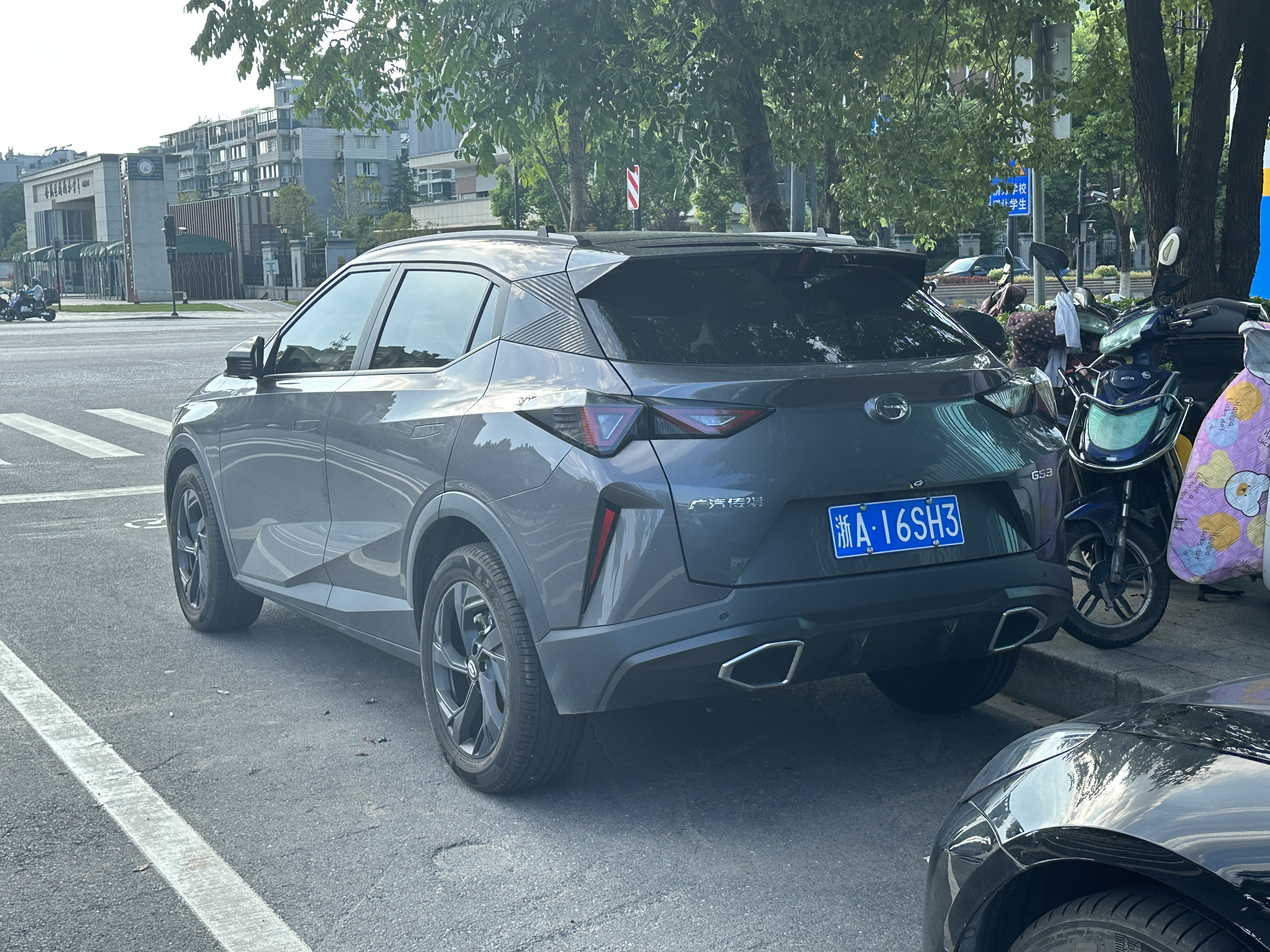
نمای عقب

نسل دوم ترامپچی جی‌اس۳ در ۲۰ فوریه ۲۰۲۳ با نام چینی اضافی یینگسو (影速) در بازار داخلی چین عرضه شد. نسل دوم GS3 به موتور ۱٫۵ لیتری توربوشارژر با قدرت ۱۷۷ اسب بخار مجهز شده‌است. این موتور با یک جعبه‌دنده ۷ سرعته دوکلاچه جفت شده‌است.

### بازارها

#### فیلیپین
نسل دوم جی‌اس۳ در فیلیپین با نام تجاری گو با نام جی‌اس۳ امزوم در ۳۰ ژوئن ۲۰۲۳ عرضه شد و در سه تیپ جی‌اس، جی‌بی و آر-استایل موجود است. تمامی نسخه‌ها دارای یک موتور ۱٫۵ لیتری توربوشارژ با قدرت ۱۷۷ اسب بخار و گشتاور ۲۷۰ نیوتن متر هستند که با یک گیربکس ۷ سرعته دوکلاچه تَر جفت می‌شود.

#### ایران
شرکت راسا موتور خاورمیانه این خودرو را در بازار ایران عرضه می‌کند.